# Fondation des échanges Taïwan-Tibet
La Fondation des échanges Taïwan-Tibet (Taiwan-Tibet Exchange Foundation (台灣西藏交流基金會)) est une organisation privée fondée en 2002 par le Parti démocrate progressiste à Taïwan. Ses activités humanitaires se sont arrêtées en 2009.
Dans le cadre des efforts de rationalisation de l’administration, le gouvernement taïwanais avait décidé de procéder au démantèlement de la commission des affaires mongoles et tibétaines, dont les fonctions ont été transférées à la Fondation des échanges Taïwan-Tibet nouvellement créée. 
Le président de la République de Chine, Chen Shui-bian et le représentant du gouvernement tibétain en exil, Tashi Wangdi, assistèrent le 20 janvier 2003 à la cérémonie d’inauguration de la fondation, qui devait servir de canal de communication semi-officiel entre Taipei et le gouvernement tibétain en exil à Dharamsala, en Inde,.
Avec cette modification, le gouvernement taïwanais semblait mettre un terme à ses revendications sur le Tibet et la Mongolie, attestées par la présence de la commission des Affaires mongoles et tibétaines au sein du Cabinet.
Taipei et Oulan-Bator ont signé en 2002 un protocole d’accord pour l'échange de bureaux de représentation. Quant aux affaires tibétaines, les deux visites à Taipei du 14eDalaï Lama, en 1997 et en 2001, ont été traitées comme des affaires internationales ne relevant pas de la commission ministérielle.
Par sa nature privée, la nouvelle fondation devait être plus à même d’apporter une aide financière, technique, éducative et humanitaire aux Tibétains réfugiés en Inde. Day Sheng-tong, l’actuel président de l’Association nationale des petites et moyennes entreprises, préside le nouvel organisme, tandis que Hsiao Bi-khim, députée, en est la vice-présidente et Joseph Wu, secrétaire général de la Présidence de la République, le secrétaire général.
En 2009, les activités humanitaires de la fondation se sont arrêtées. 